# Hexabathynella
Hexabathynella är ett släkte av kräftdjur. Hexabathynella ingår i familjen Parabathynellidae.
Kladogram enligt Catalogue of Life:
| Hexabathynella | \| \| Hexabathynella hessleri \| \| \| \| \| \| Hexabathynella muliebris \| \| \| \| \| \| Hexabathynella otayana \| \| \| \| |
|                | \| \| Hexabathynella hessleri \| \| \| \| \| \| Hexabathynella muliebris \| \| \| \| \| \| Hexabathynella otayana \| \| \| \| |
|                | Atopobathynella |
|                | |
|                | Califobathynella |
|                | |
|                | Iberobathynella |
|                | |
|                | Notobathynella |
|                | |
|                | Texanobathynella |
|                | |
|                | Hexabathynella hessleri |
|                | |
|                | Hexabathynella muliebris |
|                | |
|                | Hexabathynella otayana |
|                | |

|  | Hexabathynella hessleri  |
|  |                          |
|  | Hexabathynella muliebris |
|  |                          |
|  | Hexabathynella otayana   |
|  |                          |